# 召馴
召馴（？—？），字伯春，九江郡壽春縣（今安徽省壽縣）人，召信臣曾孫。

## 生平
建初元年（76年），召馴遷任騎都尉，為漢章帝講學。授任左中郎將，入朝擔任諸位王子的老師。漢章帝嘉獎他的講學，相當恩寵。後來召馴出任陳留太守，朝廷賜刀劍錢物。元和二年（85年），召馴被任命為河南尹。章和二年（88年），召馴代任隗任光祿勳，在任內去世，朝廷賜墓地葬於帝王陵墓附近。

## 孫
- 召休，官至青州刺史。[3]

## 延伸阅读
[在维基数据编辑]
 《後漢書·卷79下》，出自范晔《後漢書》
 《東觀漢記》